# Библейски пояс (САЩ)
Библейският пояс (на английски: Bible Belt) е неофициален регион в югоизточната част на Съединените американски щати, в който социално консервативният евангелски протестантизъм играе важна роля в обществото и политиката, а посещаемостта на християнските църкви сред деноминациите е по-висока от средната за страната.
Регионът обикновено е контрастиран на религиозно разнообразния Среден Запад и Големите езера, Мормонския коридор в Юта и южната част на Айдахо, и сравнително светските региони на Западна Америка и Нова Англия.
Докато щатът с най-висок дял жители, които се определят като нерелигиозни, е Върмонт (от региона Нова Англия) с 37 %, то в щата Алабама от Библейския пояс този дял е едва 12 %. Тенеси е с най-висок дял на евангелските протестанти – 52 %. Евангелското влияние е най-силно в Северна Джорджия, Тенеси, Алабама, Мисисипи, Северна Каролина, Южна Вирджиния, Южна Каролина и Източен Тексас.
Най-ранната известна употреба на термина „Библейски пояс“ е от американския журналист и социален коментатор Х. Л. Менкен, който през 1924 г. пише в Chicago Daily Tribune: „Старата игра, предполагам, започва да се играе в Библейския пояс.“ През 1927 г. Менкен претендира за термина като негово творение.